# آلیفاتیک نیتریلاز
 در آنزیم‌شناسی، یک آلیفاتیک نیتریلاز(به انگلیسی: Aliphatic nitrilase) که با عنوان آلیفاتیک نیتریل آمینوهیدرولاز( عدد گروه آنزیم 3.5.5.7   ) نیز معروف است،  آنزیمی است که واکنش آبکافت نیتریل‌ها به کربوکسیلیک اسیدها  را کاتالیز می کند: 
R-CN + 2 H2O {\displaystyle \rightleftharpoons } R-COOH + NH3